# Grahanandan Singh
Grahanandan Singh (Panjabi ਗ੍ਰਹਾਨੰਦਾਂ ਸਿੰਘ; * 18. Februar 1926 in Lyallpur; † 7. Dezember 2014 in Neu-Delhi) war ein indischer Hockeyspieler. Er gewann zwei olympische Goldmedaillen und spielte bei den Olympischen Spielen 1948 in London und 1952 in Helsinki jeweils in der siegreichen indischen Mannschaft. 
Der Stürmer erlangte erste Bekanntheit, als er am College in Lahore in die Hockeymannschaft aufgenommen wurde. Bis 1946 gehörte er der Universitätsauswahl an. 1944 und 1945 war er Mitglied der Punjab-Auswahl, später gehörte er der bengalischen Auswahl an. Von 1951 bis 1955 sowie von 1957 bis 1958 trat Singh für die Auswahl der indischen Marine an.
Singh war Angehöriger der indischen Marine und stieg bis zum Rang eines Kommandeurs (Commander) auf. Er lebte in Neu-Delhi.